# VI. Vologaészész pártus király
VI. Vologaészész (181 – 228) pártus király 209-től 228-ig.
Édesapját, V. Vologaészészt követte trónon. Mindössze 3–4 évig uralkodott, majd fivére, V. Artabanosz fellázadt ellene, és uralma alá hajtotta a Pártus Birodalom nagyobbik felét. Vologaészész azonban Babilónia egyes területein sikerrel ellenállt, és keltezett pénzérméi egészen 228–229-ig nyomon követhetők.